# Vibrissa

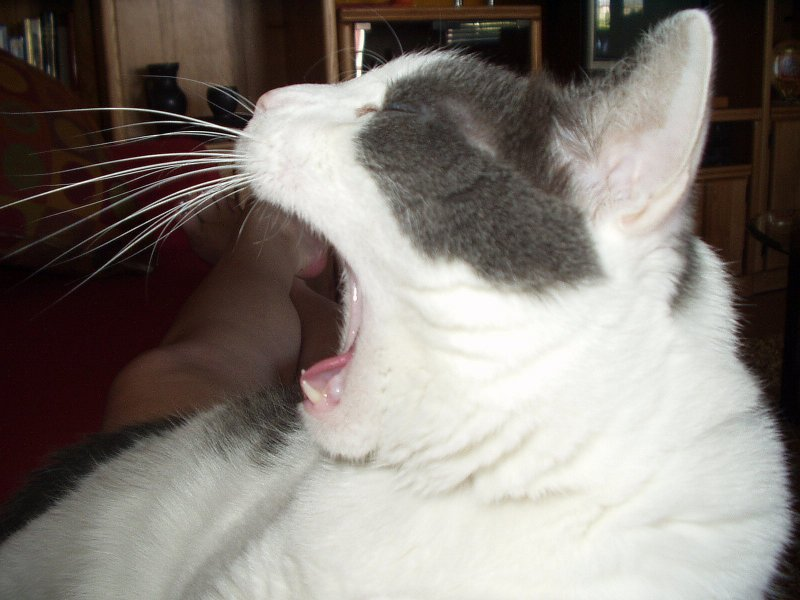
Le vibrisse di un gatto di profilo

Le vibrisse sono gli organi tattili di vari mammiferi come i felini e i roditori e si presentano costituiti da una base (radice) e da uno stelo di forma cilindrica con una terminazione appuntita. Sono localizzate principalmente sulla testa dell'animale (rima naso-labiale, rima orbitale), eccezion fatta per quelle poste nella regione carpale (polso). Nell'uomo le vibrisse sono formazioni pilifere a livello del naso.

## Anatomia
Come negli altri peli, il fusto è formato da materiale inerte (cheratina) e non contiene nervi. A differenza degli altri peli, però, la radice è situata in una zona fortemente innervata e dotata di un ricco letto vascolare. Queste caratteristiche li distinguono da un comune pelo e determinano un importante sanguinamento in caso di strappo.

## Funzione
Sono fondamentali per lo spostamento dell'animale nell'ambiente (soprattutto nella notte) visto che rappresentano l'organo deputato alla percezione della dislocazione degli oggetti e del loro stato (solidità, temperatura, ecc.) e gli forniscono inoltre informazioni sull'eventuale presenza di altri animali nelle vicinanze, tramite la percezione di spostamenti d'aria da essi provocati.
Nel gatto le vibrisse sono lunghe tanto quanto la larghezza del corpo e ciò permette al felino di stabilire se gli è possibile passare per un pertugio.

## Evoluzione
La prima comparsa delle vibrisse risale a circa 250 milioni di anni fa nei cidonti terapsidi e sono stati definiti dai ricercatori del dipartimento di psicologia dell'Università di Sheffield una pietra miliare nell'evoluzione dai rettili.
Questo perché da uno studio comparativo tra topi, ratti ed opossum hanno notato una forte somiglianza nell'anatomia e nell'uso delle vibrisse, fatto che sarebbe dovuto alla comparsa di esse in un antenato comune precedente alla divergenza tra le due specie (quindi antecedente a 125 milioni di anni fa).
Si presume che la loro comparsa sia stata cruciale per la sopravvivenza dei terapsidi prima e dei mammiferi dopo, essendo relegati a nicchie ambientali lasciate vuote dei grandi rettili ed animali a sangue freddo.